# ميرف كولت
ميرف كولت (بالتركية: Merve Kült)‏ هو فيلم تركي من إنتاج منصة نتفليكس، تم إصداره في 18 مايو 2023 وهو من إخراج جمال ألبان.

## الممثلون
- إحسان إيروغلو في دور ميرف كولتور
- أوزان دولوناي في دور أنل غورمان
- زحل أولجاي في دور نيفرا كولتور
- عارف بيشكين في دور حمدي الخياط
- فريد أكتوغ في دور شهموز
- مينا توغاي في دور ليلى
- إسراء أكايا في دور غولغون
- إيغه أيدان في دور أيطاتش كولتور

## وصلات خارجية
- صفحة الفيلم على نتفليكس
- صفحة الفيلم على IMDb